# Natalia Słowik
Natalia Słowik (geboren am 12. Juli 2005) ist eine polnische Skispringerin.

## Werdegang
Natalia Słowik absolvierte nach eigenen Angaben im Alter von etwa zehn Jahren ihre ersten Skisprünge. Sie startet für den polnischen Sportverein AZS Zakopane.
Słowik trat ab 2021 in ersten internationalen, von der Fédération Internationale de Ski organisierten Wettkämpfen im FIS Cup in Erscheinung. Am 17. Juli 2021 gab sie in Kuopio ihr Debüt im Skisprung-Continental-Cup und erreichte dabei den 33. Platz. Bei den Nordischen Junioren-Skiweltmeisterschaften 2022 in Zakopane wurde sie 26. im Einzel. Gemeinsam mit Pola Bełtowska, Paulina Cieślar und Sara Tajner wurde sie Achte im Teamspringen sowie mit Sara Tajner, Adam Niżnik und Jan Habdas Neunte im Mixed-Team-Springen.
Am 9. Dezember 2022 gewann sie mit einem 20. Rang im norwegischen Vikersund ihre ersten Wertungspunkte im Continental Cup. Den Continental Cup 2022/23 sollte sie nach drei weiteren Platzierungen in den Punkterängen – einem 19. Platz im zweiten Wettbewerb von Vikersund am darauffolgenden Tag sowie einem 20. und einem 18. Platz bei den Wettbewerben im ebenfalls norwegischen Notodden eine Woche später – mit 47 Punkten auf dem 52. Platz in der Gesamtwertung abschließen.
Beim Europäischen Olympischen Winter-Jugendfestival 2023, dessen Skisprungwettkämpfe im slowenischen Planica ausgetragen wurden, wurde sie Elfte im Einzelspringen und an der Seite von Zuzanna Rapacz, Sara Tajner und Pola Bełtowska Vierte im Teamspringen. Zusammen mit Wiktor Szozda, Pola Bełtowska und Klemens Joniak gewann sie die Silbermedaille abschließenden Mixed-Team-Springen. Alle drei Wettkämpfe wurden, wie im Jugendbereich üblich, von der Normalschanze ausgetragen.
In der darauffolgenden Woche nahm sie auch an den Nordischen Junioren-Skiweltmeisterschaften 2023 im kanadischen Whistler teil, dessen Skisprungwettbewerbe ebenfalls von der Normalschanze ausgetragen wurden. Im Einzelspringen erreichte sie den 31. Platz. Mit Sara Tajner, Wiktoria Przybyła und wiederum Pola Bełtowska wurde sie Achte im Teamspringen und mit Kacper Tomasiak, Pola Bełtowska und Jan Habdas Sechste im Mixed-Team-Springen.
Am 23. September 2023 debütierte sie im rumänischen Râșnov im Skisprung-Grand-Prix. Mit einem 19. Platz erzielte sie dabei sogleich ihre ersten Grand-Prix-Punkte. Am darauffolgenden Tag gewann sie an gleicher Stelle mit Rang 22 weitere Wertungspunkte. Am 8. Oktober 2023 sprang sie im Mixed-Team-Springen von Klingenthal gemeinsam mit Paweł Wąsek, Anna Twardosz und Aleksander Zniszczoł auf den neunten Platz.
Die Grand-Prix-Gesamtwertung 2023 schloss sie mit 21 Punkten als 42. ab. Darüber hinaus gewann sie bei den polnischen Sommermeisterschaften im Skispringen 2023 in Szczyrk die Bronzemedaille im Einzelspringen.

## Statistik

### Grand-Prix-Platzierungen
| Saison | Platz | Punkte |
| ------ | ----- | ------ |
| 2023   | 042.  | 0021   |

### Continental-Cup-Platzierungen
| Saison  | Platz | Punkte |
| ------- | ----- | ------ |
| 2022/23 | 052.  | 0047   |